# IC 3590
IC 3590 је лентикуларна галаксија у сазвјежђу Береникина коса која се налази на листи објеката дубоког неба у Индекс каталогу.
Деклинација објекта је + 27° 16' 41" а ректасцензија 12h 36m 50,7s. Привидна величина (магнитуда) објекта IC 3590 износи 14,5 а фотографска магнитуда 15,5. IC 3590 је још познат и под ознакама Reiz 2612, PGC 1803149.